# Robert H. Carlin
Pour les articles homonymes, voir Carlin (homonymie).
Cet article possède un paronyme, voir Robert Carlin.
Robert Herbert Carlin (27 octobre 1887-4 septembre 1953) est un homme politique provincial canadien du Nouveau-Brunswick.

## Biographie
Né à Saint-Jean, Carlin est député libéral de Saint John Centre de 1948 à 1952.